# Campionati mondiali di pugilato dilettanti 2015
La diciottesima edizione dei Campionati mondiali di pugilato dilettanti (AIBA World Boxing Championships) si è svolta a Doha in Qatar, dal 5 al 18 ottobre 2015.

## Calendario
La tabella sottostante riporta il calendario delle competizioni:
| Ottobre |   |   |   |    |    |    |    |    |    |    |
| 5       | 6 | 7 | 8 | 9  | 10 | 11 | 12 | 13 | 14 | 15 |
| C       |   |   |   | 16 | QF | SF | SF |    | F  | F  |

|  | Cerimonia di apertura |  | Preliminari, sedicesimi, quarti, semifinali |  | Finali |

Il 13 ottobre è stato osservato un giorno di riposo.

## Nazioni partecipanti
260 pugili da 73 nazioni hanno partecipato alla manifestazione.
- Algeria (7)
- Argentina (6)
- Armenia (3)
- Australia (9)
- Azerbaigian (8)
- Bhutan (1)
- Bielorussia (4)
- Bosnia ed Erzegovina (1)
- Botswana (2)
- Brasile (4)
- Bulgaria (4)
- Canada (1)
- Isole Cayman (1)
- Cina (3)
- Colombia (2)
- Corea del Nord (1)
- Corea del Sud (2)
- Costa Rica (1)
- Croazia (2)
- Cuba (10)
- Danimarca (1)
- Ecuador (3)
- Egitto (4)
- Filippine (2)
- Francia (4)

- Georgia (3)
- Germania (3)
- Ghana (4)
- Giappone (3)
- Giordania (2)
- Guatemala (1)
- India (6)
- Indonesia (1)
- Iraq (1)
- Irlanda (7)
- Italia (5)
- Kazakistan (8)
- Kenya (1)
- Kirghizistan (2)
- Lettonia (1)
- Lituania (3)
- Marocco (8)
- Messico (5)
- Moldavia (1)
- Mongolia (4)
- Nuova Zelanda (4)
- Paesi Bassi (4)
- Pakistan (1)
- Papua Nuova Guinea (3)

- Polonia (3)
- Porto Rico (2)
- Qatar (6)
- Regno Unito (8)
- Rep. Ceca (1)
- Rep. Dominicana (2)
- Romania (1)
- Russia (7)
- Siria (2)
- Slovenia (1)
- Spagna (4)
- Tagikistan (2)
- Thailandia (6)
- Trinidad e Tobago (1)
- Tunisia (1)
- Turchia (3)
- Turkmenistan (3)
- Uganda (4)
- Ucraina (9)
- Ungheria (2)
- Stati Uniti (4)
- Uzbekistan (9)
- Vanuatu (1)
- Venezuela (8)

## Medagliere
| Pos.   | Paese       | Oro | Argento | Bronzo | Totale |
| ------ | ----------- | --- | ------- | ------ | ------ |
| 1      | Cuba        | 4   | 2       | 1      | 7      |
| 2      | Russia      | 2   | 1       | 1      | 4      |
| 3      | Azerbaigian | 1   | 1       | 2      | 4      |
| 4      | Irlanda     | 1   | 1       | 1      | 3      |
| 5      | Francia     | 1   | 0       | 0      | 1      |
| 5      | Marocco     | 1   | 0       | 0      | 1      |
| 7      | Uzbekistan  | 0   | 3       | 3      | 6      |
| 8      | Kazakistan  | 0   | 2       | 0      | 2      |
| 9      | Cina        | 0   | 0       | 2      | 2      |
| 9      | Ucraina     | 0   | 0       | 2      | 2      |
| 11     | Algeria     | 0   | 0       | 1      | 1      |
| 11     | Bielorussia | 0   | 0       | 1      | 1      |
| 11     | Brasile     | 0   | 0       | 1      | 1      |
| 11     | Egitto      | 0   | 0       | 1      | 1      |
| 11     | Filippine   | 0   | 0       | 1      | 1      |
| 11     | India       | 0   | 0       | 1      | 1      |
| 11     | Regno Unito | 0   | 0       | 1      | 1      |
| 11     | Thailandia  | 0   | 0       | 1      | 1      |
| Totale | Totale      | 10  | 10      | 20     | 40     |

## Podi
| Categoria                                  | Oro                 | Argento               | Bronzo                                |
| Pesi minimosca (kg 49) (dettagli)          | Joahnys Argilagos   | Vasilij Egorov        | Rogen Ladon Dmytro Zamotajev          |
| Pesi mosca (kg 52) (dettagli)              | Elvin Məmişzadə     | Yosvany Veitía        | Hu Jianguan Mohamed Flissi            |
| Pesi gallo (kg 56) (dettagli)              | Michael Conlan      | Murodjon Akhmadaliev  | Shiva Thapa Dzmitryj Asanaŭ           |
| Pesi leggeri (kg 60) (dettagli)            | Lázaro Álvarez      | Albert Selimov        | Elnur Abduraimov Robson Conceição     |
| Pesi superleggeri (kg 64) (dettagli)       | Vitalij Dunajcev    | Fazliddin Gaibnazarov | Yasniel Toledo Wuttichai Masuk        |
| Pesi welter (kg 69) (dettagli)             | Mohammed Rabii      | Danïyar Eleusinov     | Parviz Baghirov Liu Wei               |
| Pesi medi (kg 75) (dettagli)               | Arlen López         | Bektemir Melikuziev   | Hosam Abdin Michael O'Reilly          |
| Pesi mediomassimi (kg 81) (dettagli)       | Julio César la Cruz | Joe Ward              | Elshod Rasulov Pavel Siljagin         |
| Pesi massimi (kg 91) (dettagli)            | Evgenij Tiščenko    | Erislandy Savón       | Abdulkadir Abdullayev Hevorh Manukjan |
| Pesi supermassimi (oltre kg 91) (dettagli) | Tony Yoka           | Ivan Dyčko            | Bakhodir Jalolov Joseph Joyce         |